# Ursula Schattner-Rieser

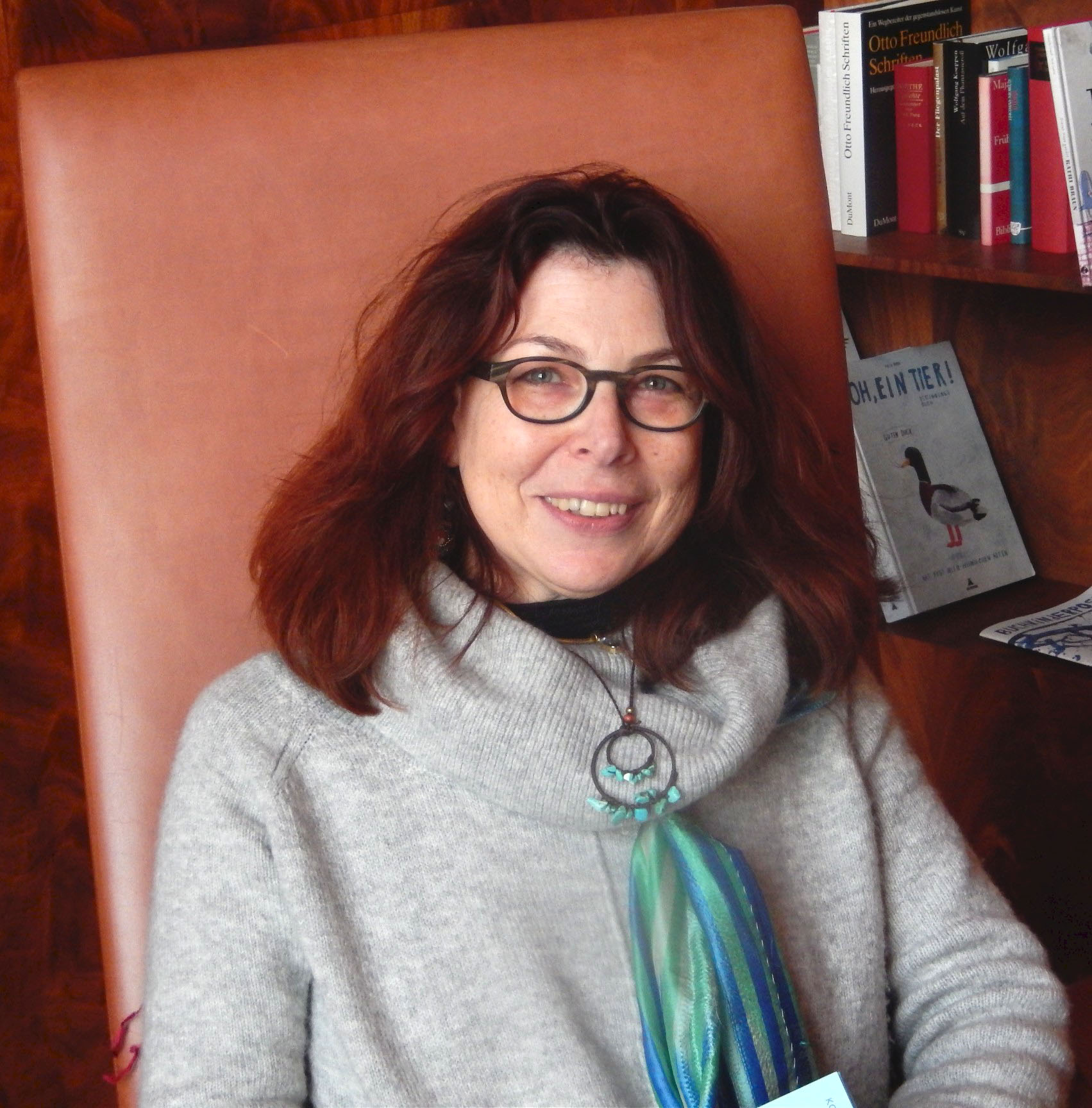
Ursula Schattner-Rieser (2019)

Ursula Schattner-Rieser (* 1966) ist eine österreichisch-französische Semitistin und Judaistin.

## Leben
Nach der Reifeprüfung in Innsbruck studierte Ursula Schattner-Rieser von 1985 bis 1992 Geschichtswissenschaften, altorientalische Philologie, Kodikologie, Judaistik und Ethnologie in Paris, Wien und Jerusalem. Von 1990 bis 1993 diplomierte sie sich an der Ecole des langues et civilisations de l’Orient Ancien der Theologischen und Religionswissenschaftlichen Fakultät des Institut Catholique de Paris in Hebräisch, Aramäisch, Akkadisch, Syrisch, Äthiopisch, Arabisch und Griechisch. Nach der Maîtrise (1991) in Hebraistik an der Universität Paris VIII diplomierte sie sich 1992 in Samaritanischen Studien an der École pratique des hautes études (EPHE), wo 1998 die Promotion über die Handschriften vom Toten Meer „summa cum laude“ zum „Docteur ès Sciences historiques et philologiques“ (Orientalistik und biblisch-semitische Philologie - Qumrantexte) folgte. Ihre epigraphische Ausbildung erfolgte unter anderem an der École du Louvre 1989–91 und ihr semitisch-philologischer Mentor war Jean Margain. Ihre linguistischen Studien absolvierte sie bei André Martinet, Claude Hagège und Henriette Walter an der philologisch-historischen Sektion (IV) der EPHE. Ebendort folgte 2001 das historisch-philologische Diplom zum „élève de l’École“ und Erteilung der Lehrbefugnis als Universitätsprofessorin für Altorientalische Philologie (Langues et Littératures Orientales) und Jüdische Studien.
Sie war Professorin in Paris für hebräisch-aramäische Philologie (1996–2011) an der École des Langues et Civilisations de l’Orient Ancien (ELCOA) der katholischen Universität von Paris (ICP) und Dozentin für „Philologie et Epigraphie hébraïques et araméennes“ am Lehrstuhl von André Lemaire an der EPHE und Privatdozentin im Studiengang Antikes Judentum der Universität Zürich (2010–2013) und am Institut für Bibelwissenschaft und Alter Orient der Universität Innsbruck (2012–2016) sowie an der theologischen Fakultät der Universität Salzburg.
Sie war wissenschaftliche Mitarbeiterin bei Andreas Lehnardt, Professur für Judaistik der Universität Mainz (2016–2017) und an der Universität Innsbruck (2012–2016) zur Erforschung mittelalterlicher jüdischer Fragmente in Bucheinbänden in Archiven und Bibliotheken Tirols und Südtirols für das Institut für Jüdische Geschichte Österreichs (INJOEST) und hebraica.at.
Von 2018 bis 2021 hatte Ursula Schattner-Rieser die Lehrstuhlvertretung und Institutsleitung a. i. des Martin-Buber-Instituts für Judaistik der Universität zu Köln inne. Seit 2021 lehrt sie semitische Sprachen am Institut für Sprachwissenschaft der Universität Innsbruck.
Im Sommersemester 2023 vertrat sie den Lehrstuhl (Bibel und Jüdische Bibelauslegung) von Hanna Liss an der Hochschule für Jüdische Studien Heidelberg (hfjs).
Seit 2005 ist sie korrespondierendes Mitglied der Académie nationale de Metz.

## Wissenschaftliches Werk
Ihre Forschungsinteressen und Schwerpunkte liegen auf den Qumranstudien und der Erforschung der Handschriften vom Toten Meer, der nachexilischen Bibelwissenschaft, dem Umfeld des Alten Testaments und Samaritanistik und der Mittelalterliche Hebraica-Fragmente in Bucheinbänden.
Für die Semitistik sind es die Hebräische und Aramäische Sprachwissenschaft, das antike Judentum und Ur- und Frühchristentum sowie die vergleichende Religionswissenschaft. Ihr persönliches Interesse liegt dabei im interreligiösen Kulturaustausch zwischen Judentum, Christentum und Islam.
Ursula Schattner-Rieser ist fachspezifisch vernetzt. Dazu gehören gemeinsame Arbeiten und Publikationen zu den Samaritanern mit Jörg Frey, Konrad Schmid und Christian B. Amphoux und Kooperationen mit Jörg Frey, Emanuel Tov, Daniel Stökl Ben Ezra, Katell Berthelot und Daniel Smith über die Handschriften vom Toten Meer, Qumran, Gebete und das Aramäische zur Zeit Jesu.
Einen großen wissenschaftlichen Zuspruch haben die Arbeiten von Ursula Schattner-Rieser zum Gebet Vaterunser gefunden.  Sie hat anhand der aramäischen Texte aus Qumran „der mittelaramäischen-palästinensischen Phase“ eine neue Rückübersetzung bzw. Rekonstruktion des ursprünglich aramäischen Gebets gemacht, die sich in etlichen Details von den verbreiteten Retroversionen bei Kuhn und Jeremias unterscheidet.

## Veröffentlichungen (Auswahl)
Monographien
- L’Araméen des manuscrits de la mer Morte, I. Grammaire (= Instruments pour l’étude des langues de l’Orient ancien 5), Editions du Zèbre, Lausanne 2004, ISBN 2-940351-03-1
- Textes araméens de la mer Morte. Édition bilingue, vocalisée et commentée (= Langues et cultures anciennes 5), Éditions Safran, Bruxelles 2005, ISBN 2-87457-001-X
- Échos du passé araméen. Témoignages épigraphiques par rapport à la tradition hébraïque et juive. Paris 2010 (= Habilitationsschrift).
- Die Judaica- und Hebraica-Sammlung der Synagoge Innsbruck, Verlag Gitterle, Imst-Innsbruck, 2024. ISBN 978-3-200-09964-7

Herausgeberschaft
- mit Chr.-B. Amphoux, A. Frey (Hrsg.): Etudes sémitiques et samaritaines offertes à Jean Margain (= HTB 3). Editions du Zèbre, Lausanne 1998, (https://www.zebre.ch/edznet/edzhtb04.htm) ISBN 2-9700088-6-6.
- mit J. Frey und K. Schmid (Hrsg.): Die Samaritaner und die Bibel: Die Samaritaner in der biblischen Tradition – Historische und literarische Wechselwirkungen zwischen biblischen und samaritanischen Studien (= Studia Samaritana 7). De Gruyter, Berlin 2012, (https://www.degruyter.com/view/product/184842) ISBN 2-87457-001-X.
- mit J. N. Pérès (Hrsg.): Les églises d’Éthiopie. Cultures et échanges culturels/Die Kirchen Äthiopien. Kultur und Kulturaustausch. Actes du Colloque de l’Institut Supérieur d’Études Oecuméniques du 21-22 octobre 2010 à Paris (= Journal of Eastern Christian Studies 64). Peeters, Louvain 2013, (https://poj.peeters-leuven.be/content.php?url=issue&journal_code=JECS&issue=1&vol=64) ISSN 1783-1555.
- mit Josef M. Oesch (Hrsg.): 700 Jahre jüdische Präsenz in Tirol. Neue literarische und kulturhistorische Erkenntnisse. University Press Innsbruck, iup 2018 (https://www.uibk.ac.at/newsroom/buchtipp-700-jahre-juedische-praesenz-in-tirol.html.de) ISBN 978-3-903122-77-2.
- mit W. Rees (Hrsg.): Religion, Macht, Strukturen, Missbrauch. Innsbruck University Press, Innsbruck 2024 (https://www.uibk.ac.at/iup/buecher/9783991061311.html) ISBN 978-3-99106-131-1, DOI.